# 黃斑鋸棘單棘魨
黃斑鋸棘單棘魨，為輻鰭魚綱魨形目鱗魨亞目單棘魨科的其中一種，為熱帶海水魚，分布於澳洲西北部海域，棲息深度22-82公尺，體長可達38公分，棲息在底層水域，通常成對出現，生活習性不明。

## 扩展阅读
維基物種上的相關：黃斑鋸棘單棘魨